# Pippo (brano musicale)
Pippo è un brano musicale del cantante italiano Zucchero Fornaciari, pubblicato nel 1987 nell'album Blue's, primo album di grande successo del cantante reggiano.

## Descrizione
La musica della canzone è stata composta interamente da Zucchero. Il testo è fortemente autoironico: è riferita ad un vecchio amico, soprannominato "Pippo", il quale, conscio della situazione sentimentale del cantante in quel periodo, corteggiò la moglie di quest'ultimo aggravando la situazione. Fu scritto a Zocca a quattro mani con il collega Vasco Rossi, che poi concesse a Zucchero la paternità delle strofe.

## Pubblicazioni
Il brano è stato pubblicato, inoltre, nei seguenti album:
- Six Mix del 1988
- Live at the Kremlin del 1991
- Zu & Co. in inglese col titolo Nasty guy, del 2004
- All the Best del 2007
- Live in Italy del 2008